# Los Correa
Los Correa, ou le cartel de Los Correa, est une organisation criminelle apparue dans l'État de Michoacán au Mexique. Elle est dirigée par Daniel « El Tigre » Correa Velázquez.

## Histoire
Le cartel de Los Correa est dirigé par Daniel « El Tigre » Correa Velazquez et est organisé autour de ses quatre frères et lui. Les Correa Velázquez sont issus d'une famille qui contrôlait des exploitations illégales de forêts dans l'est du Michoacán. Ils diversifient ensuite leurs activités, en particulier avec la production de cannabis et de diverses drogues,.
Entre septembre 2020 et février 2021 quatre campements appartenant au cartel de Los Correa sont découverts, dans les municipalités de Zitácuaro et de Hidalgo. En février 2021, la Garde nationale et la police fédérale lancent une offensive contre le cartel. Une trentaine de membres de Los Correa établissent un barrage routier, le 20 février, sur la route reliant Morelia à Toluca. Le 18 mars, le chef des tueurs à gage du cartel (sicarios), Federico « El Feo » M., est arrêté. Il est accusé d'avoir tué un commandant de police le 27 février 2021,.
Par le biais de plusieurs vidéos diffusées en mars 2021, le cartel de Jalisco Nouvelle Génération (CJNG) annonce qu'il s'en prendra aux membres de Los Correa. Le CJNG dénonce également le fait que le cartel de Los Correa bénéficierait du soutien de fonctionnaires de l'État de Michoacán. Le 1er mai, le CJNG prend en embuscade plusieurs membres du cartel de Los Correa qui se rendaient à un mariage à San Antonio Villalongín (situé dans la municipalité de Hidalgo) et au moins sept d'entre-eux sont tués. Le 6 novembre, sept corps démembrés sont retrouvés dans un taxi à Hidalgo, ainsi qu'un message de menace signé par le CJNG et adressé à Los Correa,,.
Le 11 janvier 2022, cinq personnes enlevées par le cartel le cartel de Los Correa sont secourues dans les environs de Zitácuaro. Le lendemain les autorités démantèlent cinq campements du cartel dans l'est du Michoacán. Le 15 janvier, Los Correa attaquent la Garde nationale à Hidalgo, Michoacán. Cette attaque fait un mort dans les rangs de la Garde nationale mexicaine et deux dans ceux de l'organisation criminelle,.

## Implantation
Le cartel de Los Correa est implanté dans une dizaine de municipalités de l'État de Michoacán, dont Hidalgo, Zitácuaro, Ocampo et Indaparapeo.
Los Correa sont en conflit territorial avec le cartel de Jalisco Nouvelle Génération et serait allié à La Familia Michoacana.